# Mirando atrás
Mirando atrás è il terzo album dei Taxi, pubblicato nel 2008.

## Tracce
1. En el andén - 4:04
2. Contracorriente - 4:05
3. Grita - 3:45
4. Quiero un camino (con Álvaro Urquijo) - 3:57
5. Diez mil excusas - 3:42
6. Jamás me fuí - 2:59
7. Mirando atrás - 3:49
8. Algo mejor - 3:33
9. Tu oportunidad (con Dani Marco) - 3:50
10. Por tí (con Susana Alva) - 4:02
11. Niña del Sur - 2:57
12. Aquí estoy - 4:37